# Venetian Village
Venetian Village – jednostka osadnicza w Stanach Zjednoczonych, w stanie Illinois, w hrabstwie Lake.